# Marcel Maltritz
Marcel Maltritz (Magdeburgo, 2 ottobre 1978) è un ex calciatore tedesco, di ruolo difensore.

## Palmarès

### Club

#### Competizioni nazionali
- Coppa di Lega tedesca: 1

Amburgo: 2003
- Campionato tedesco di seconda divisione: 1

Bochum: 2005-2006